# Démographie de la Crimée
La démographie de la Crimée désigne l'ensemble des données et études concernant la population de la Crimée à toutes les époques.

## Historique

### Antiquité et Moyen Âge
Les Grecs ont établi des colonies en Crimée dès le VIe siècle av. J.-C.
Au Moyen Âge, la Crimée est tour à tour dominée par les Goths, les Khazars, les Byzantins (qui n'occupent que le sud de la péninsule), les Petchénègues, les Russes, les Coumans, les Mongols de la Horde d'or, et les Tatars qui fondent au XVe siècle un État : le khanat de Crimée. La région est alors majoritairement peuplée de Goths, de Grecs pontiques, d'Arméniens, de Juifs krymtchaks, et de marchands génois. Par la suite, les Tatars deviennent majoritaires en Crimée.

### Remplacement de population à partir de la fin duXVIIIesiècle

Du XVIIIe siècle au XXe siècle, les Tatars (en vert clair) perdent peu à peu leur statut de population majoritaire, jusqu’à ne devenir qu’une simple minorité.
Polonais.
Bulgares.
Allemands.
Juifs.
Ukrainiens.
Russes.
Bohémiens.
Turcs.
Krymtchaks (karaïmes de Crimée).
Arméniens.
Grecs.
Tatars de Crimée.
Autres origines.

Les Tatars de Crimée restent majoritaires tant que le khanat subsiste. En 1782 toutefois, la noblesse criméenne se révolte contre le khan Chahin Giray (Şahin Giray) qui fait appel aux Russes. Catherine II en profite pour annexer le pays. Il en résulte l’émigration de 300 000 Tatars vers la Turquie. Allemande d’origine, Catherine II favorise une immigration allemande en Crimée qui se maintiendra jusqu’à la seconde guerre mondiale (cf. Allemands de Crimée). Après la guerre de Crimée en 1854-1855, 142 000 autres Tatars émigrent, puis environ 300 000 pour la période 1855-1866. Largement majoritaires au XVIIIe siècle, les Tatars ne représentent plus que 35,11% d’une population bigarrée lors du recensement de l'Empire russe de 1897.
Le déclin des Tatars se poursuit au XXe siècle, tandis qu’on observe parallèlement l’apparition d’une minorité russe en Crimée. Après la seconde guerre mondiale, le 18 mai 1944, l’URSS décide de déporter la majeure partie des Tatars, suspectés de collaboration avec les nazis, en Asie et en Sibérie : la population chute à quelques milliers. Réhabilités en 1967, quelques-uns d’entre eux retournent en Crimée, mais en nombre limité. Les criméens d’origine allemande sont eux-aussi contraints à émigrer. La seconde moitié du XXe siècle voit alors la population russe devenir de plus en plus majoritaire en Crimée.
À partir des années 1990 toutefois, et pour des raisons à la fois politiques et économiques, le retour des Tatars en Crimée se fait plus prononcé : de 38 000 en 1989, ils sont 80 000 en 1990, 150 000 en 1992, près de 200 000 en 1998. Ils restent toutefois une minorité puisque le dernier recensement, effectué en 2012, dénombre 12,2% de Tatars contre 65,3% de Russes en Crimée.

## Données

### Données démographiques durant l’occupation ottomane

#### Registres de recensement de l’Empire Ottoman
De précieuses indications démographiques sont données par les registres Tapu ve Tahrir 214 et 370 des archives de la présidence du conseil (Basbakanlik arsinki).
Voir :
Gilles Veinstein et Mihnea Berindei, « La présence ottomane au sud de la Crimée et en mer d'Azov dans la première moitié du XVIe siècle », Cahiers du monde russe et soviétique, vol. 20, no 3,‎ 1979, pp. 389-465 (lire en ligne, consulté le 26 mars 2017).

### Évolution des groupes ethniques depuis le recensement de 1897
L’évolution des populations ethniques composant la Crimée peut être précisément suivie. On peut en effet dénombrer dix remembrements en Crimée depuis 1897 :
- le recensement de l'Empire russe de 1897, seul recensement effectué par l’Empire russe (jusque 1917) ;
- les sept recensements effectués par l’URSS : en 1926, en 1937, en 1939, en 1959, en 1970, en 1979 et en 1989 ;
- les deux recensements effectués par l’Ukraine : en 2001 et en 2014.

| Groupe ethnique   | Empire russe        | Empire russe        | URSS    | URSS    | URSS      | URSS      | URSS      | URSS      | URSS      | URSS      | URSS       | URSS      | URSS      | URSS      | Ukraine   | Ukraine   | Ukraine   | Ukraine   |
| Groupe ethnique   | Recensement de 1897 | Recensement de 1897 | 1926    | 1926    | 1939      | 1939      | 1959      | 1959      | 1970,     | 1970,     | 1979       | 1979      | 1989,     | 1989,     | 2001      | 2001      | 2014,     | 2014,     |
| Groupe ethnique   | Nombre              | %                   | Nombre  | %       | Nombre    | %         | Nombre    | %         | Nombre    | %         | Nombre     | %         | Nombre    | %         | Nombre    | %         | Nombre    | %         |
| ----------------- | ------------------- | ------------------- | ------- | ------- | --------- | --------- | --------- | --------- | --------- | --------- | ---------- | --------- | --------- | --------- | --------- | --------- | --------- | --------- |
| Russes            | 180 963             | 33,11               | 301 398 | 42,2    | 558 481   | 49,6      | 858 273   | 71,4      | 1 220 484 | 67,3      | 1 460 980  | 66,9      | 1 629 542 | 67,0      | 1 450 400 | 60,4      | 1 492 000 | 65,3      |
| Ukrainiens        | 64 703              | 11,84               | 77 405  | 10,6    | 154 123   | 13,7      | 267 659   | 22,3      | 480 733   | 26,5      | 547 336    | 25,1      | 625 919   | 25,8      | 576 600   | 24,0      | 344 500   | 15,7      |
| Tatars de Crimée  | 194 294             | 35,55               | 179 094 | 25,1    | 218 879   | 19,4      |           |           |           |           | 5 422      | 0,2       | 38 365    | 1,6       | 258 700   | 10,8      | 246 073   | 12,2      |
| Biélorusses       | 2 058               | 0,38                | 3 842   | 0,5     | 6 726     | 0,6       | 21 672    | 1,8       | 39 793    | 2,2       | 45 000 (e) | 2,1       | 50 045    | 2,1       | 35 000    | 1,5       | 21 700    | 0,9       |
| Arméniens         | 8 317               | 1,52                | 10 713  | 1,5     | 12 923    | 1,1       |           |           | 3 091     | 0,2       |            |           | 2 794     | 0,1       | 10 000    | 0,4       | 11 000    | 0,5       |
| Juifs             | 24 168              | 4,42                | 45 926  | 6,4     | 65 452    | 5,8       | 26 374    | 2,2       | 25 614    | 1,4       |            |           | 17 371    | 0,7       | 5 500     | 0,2       |           |           |
| Autres            | 72 089              | 13,19               |         |         |           |           |           |           |           |           |            |           |           |           |           |           |           |           |
| Population totale | 546 592             | 546 592             | 713 823 | 713 823 | 1 126 429 | 1 126 429 | 1 201 517 | 1 201 517 | 1 813 502 | 1 813 502 | 2 184 000  | 2 184 000 | 2 430 495 | 2 430 495 | 2 401 200 | 2 401 200 | 2 284 400 | 2 284 400 |